# دهستان یزدان‌آباد
دهستان یزدان‌آباد نام دهستانی در بخش یزدان‌آباد شهرستان زرند، استان کرمان در ایران است. براساس سرشماری مرکز آمار ایران در سال ۱۳۸۵، جمعیت آن ۶۱۰۷ نفر (۱۴۶۷ خانوار) بوده‌است.